# لاترزویل (جورجیا)
لاترزویل، جورجیا (به انگلیسی: Luthersville, Georgia) یک شهر در ایالات متحده آمریکا با جمعیت ۷۸۳ نفر است که در جورجیا واقع شده‌است.

## موقعیت جغرافیایی
موقعیت جغرافیایی شهرها و مناطق اطراف به شرح زیر است: